# Rada Narodowa (Bhutan)
Rada Narodowa – wyższa izba nowego bikameralnego parlamentu Bhutanu, w skład którego wchodzi jeszcze Zgromadzenie Narodowe oraz Druk Desi.
Na przełomie 2007 i 2008 roku w pierwszych wyborach parlamentarnych do tej izby zostało wybranych 20 członków rady.

## Członkowie
Łączna liczba członków rady wynosi 25. 20 członków wybieranych jest w czasie wyborów, natomiast 5 członków wybiera król. Członkowie rady nie muszą należeć do żadnej partii politycznej, lecz wymagane jest minimalne wykształcenie uniwersyteckie. Członkowie Rady Narodowej są generalnie młodzi, większość z nich ma poniżej 40 lat. Jest to podyktowane tym, że kandydaci do rady muszą ukończyć uniwersytet, a dostęp do wyższej edukacji w Bhutanie jest wciąż dość rzadki.